# Lise Cristiani
Pour les articles homonymes, voir Cristiani.
Lise Cristiani (née en 1825 à Paris et morte en 1853 à Novotcherkassk) est une musicienne et voyageuse française.

## Biographie
Nommée premier violoncelle du roi du Danemark, elle est invitée à la cour de Saint-Pétersbourg pour y donner un concert. Apprenant qu'il ne lui est pas possible de jouer en raison d'une période de deuil en Russie, elle décide de partir en voyage en Sibérie, accompagnant l'équipage d'un général. Elle traverse l'Oural, le Ienisseï, la Léna, l'Aldan, l'Amour et découvre les peuples Kalmouks, Kirghiz, Cosaques, Ostiaks, Bouriates, Kamtchadales et Shagalien. Son voyage retour depuis le Kamtchatka est pénible en raison de l'hiver, et elle finit par mourir du choléra.

## Ouvrages
- « Voyage dans la Sibérie orientale », Le Tour du monde, 1863, I, p. 385-400 [lire en ligne].